# Werkimmanente Interpretation
Die werkimmanente Interpretation, oft als Werkimmanenz abgekürzt, ist eine methodische Richtung der Literaturwissenschaft, die in den 1950er und 1960er Jahren dominierend war, mit Auswirkungen auf Literaturtheorie und Textinterpretation, die etwa im Schulbetrieb bis heute andauern.

## Entstehung
Die Entstehung der werkimmanenten Interpretation erklärt sich aus zeitgeschichtlichen Besonderheiten der deutschen Nachkriegsperiode. Viele führende Germanisten dieser Zeit waren zwischen 1933 und 1945 entweder bekennende Nationalsozialisten (wie etwa „Hans Schwerte“, Heinz Kindermann, Erich Trunz), Mitläufer (wie Wolfgang Kayser), Außenstehende, die Kontinuität repräsentieren konnten (wie der Schweizer Emil Staiger), oder Exilanten (wie Richard Alewyn). Gemeinsam war ihnen der aus den Erfahrungen der Zeit des Nationalsozialismus entsprungene Wunsch, politische, gesellschaftliche und geschichtliche Aspekte aus der Beschäftigung mit Literatur auszuklammern. Stattdessen propagierten sie eine Hinwendung zum „sprachlichen Kunstwerk als solchem“, das sich von seinem gesellschaftlichen Rahmen isolieren lasse. Auch Kunsthistoriker bestanden auf einer Autonomie des Kunstwerks.

## Ausprägungen
Im Einzelnen gab es verschiedene Ausprägungen der werkimmanenten Interpretation: Das Spektrum reichte vom Rückzug auf die ideologisch unbedenkliche Editionswissenschaft (Erich Trunz: Hamburger Goethe-Ausgabe) über eine sachlich zergliedernde Poetik (Wolfgang Kayser: Das sprachliche Kunstwerk), konservativ-humanistische Studien (Emil Staiger), ästhetikgeschichtliche Großprojekte (Heinz Kindermann: Theatergeschichte Europas) bis hin zu gattungsgeschichtlichen Arbeiten und Interpretations-Sammelbänden (Benno von Wiese). Richard Alewyn entfaltete zwar ein „exegetisches, zeigendes, nachzeichnendes Vermögen“ in „zuchtvoller Virtuosität“, entwickelte dabei jedoch sozialgeschichtliche Ansätze, die in den 1960er Jahren Bedeutung erlangten.

## Kritik
Seit den späten 1950er Jahren gab es zunehmende Kritik an der werkimmanenten Interpretation. Sie hängt mit der Einsicht zusammen, dass werkimmanente Interpretation die Tendenz hat, einen Kult um autoritäre Setzungen zu praktizieren statt ihn zu reflektieren (etwa Epochenbegriffe, ein normatives Sprachverständnis oder die beherrschende Stellung des Autors). Eine neue Generation von Germanisten begründete methodisch neue Ansätze, die sich auf rein sachlich-analytische Untersuchungen von Text- und Gattungsstrukturen konzentrierten. Wegbereiter einer textimmanenten Analyse im strengen Wortsinn waren Eberhard Lämmert, Käte Hamburger und Franz Karl Stanzel.

## Folgen
Rückblickend erscheint die werkimmanente Interpretation als eine Phase des Übergangs zwischen der stark ideologisch gefärbten Germanistik von Kaiserreich, Weimarer Republik und „Drittem Reich“ hin zu einer modernen wissenschaftlichen, von der Linguistik beeinflussten strukturalistischen Textanalyse. – Seit etwa 1970 richtete sich die Aufmerksamkeit dann mehr und mehr auf die durch „immanente“ Betrachtung ausgeblendeten sozial- und mediengeschichtlichen Umstände.